# Morvillers-Saint-Saturnin
Morvillers-Saint-Saturnin è un comune francese di 389 abitanti situato nel dipartimento della Somme nella regione dell'Alta Francia.

## Società

### Evoluzione demografica
Abitanti censiti